# 托灵顿 (康涅狄格州)
托靈頓（英語：Torrington）是美國康乃狄克州利奇菲郡的一個城市，也是美國最大的小都市統計區的中心城市。面積104.6平方公里。根據美國2000年人口普查，人口35,202人。
1740年建鎮。1923年設市。